# Olivaichthys viedmensis
Olivaichthys viedmensis es una especie de pez Siluriformes de la familia Diplomystidae.

## Morfología
Los machos pueden llegar alcanzar los 32,4 cm de longitud total.
Número de  vértebras: 41-43.

## Hábitat
Es un pez de agua dulce y de clima subtropical.

## Distribución geográfica
Se encuentra al sur de Sudamérica: río Negro y sus afluentes en Argentina.